# Pantoja
Pantoja é um município da Espanha na província de Toledo, comunidade autónoma de Castilla-La Mancha, de área 28 km² com população de 3155 habitantes (2006) e densidade populacional de 104,73 hab/km².

## Demografia
| Variação demográfica do município entre 1991 e 2004 | Variação demográfica do município entre 1991 e 2004 | Variação demográfica do município entre 1991 e 2004 | Variação demográfica do município entre 1991 e 2004 |
| --------------------------------------------------- | --------------------------------------------------- | --------------------------------------------------- | --------------------------------------------------- |
| 1991                                                | 1996                                                | 2001                                                | 2004                                                |
| 2037                                                | 2282                                                | 2773                                                | 2944                                                |